# Fritz Mehrlein

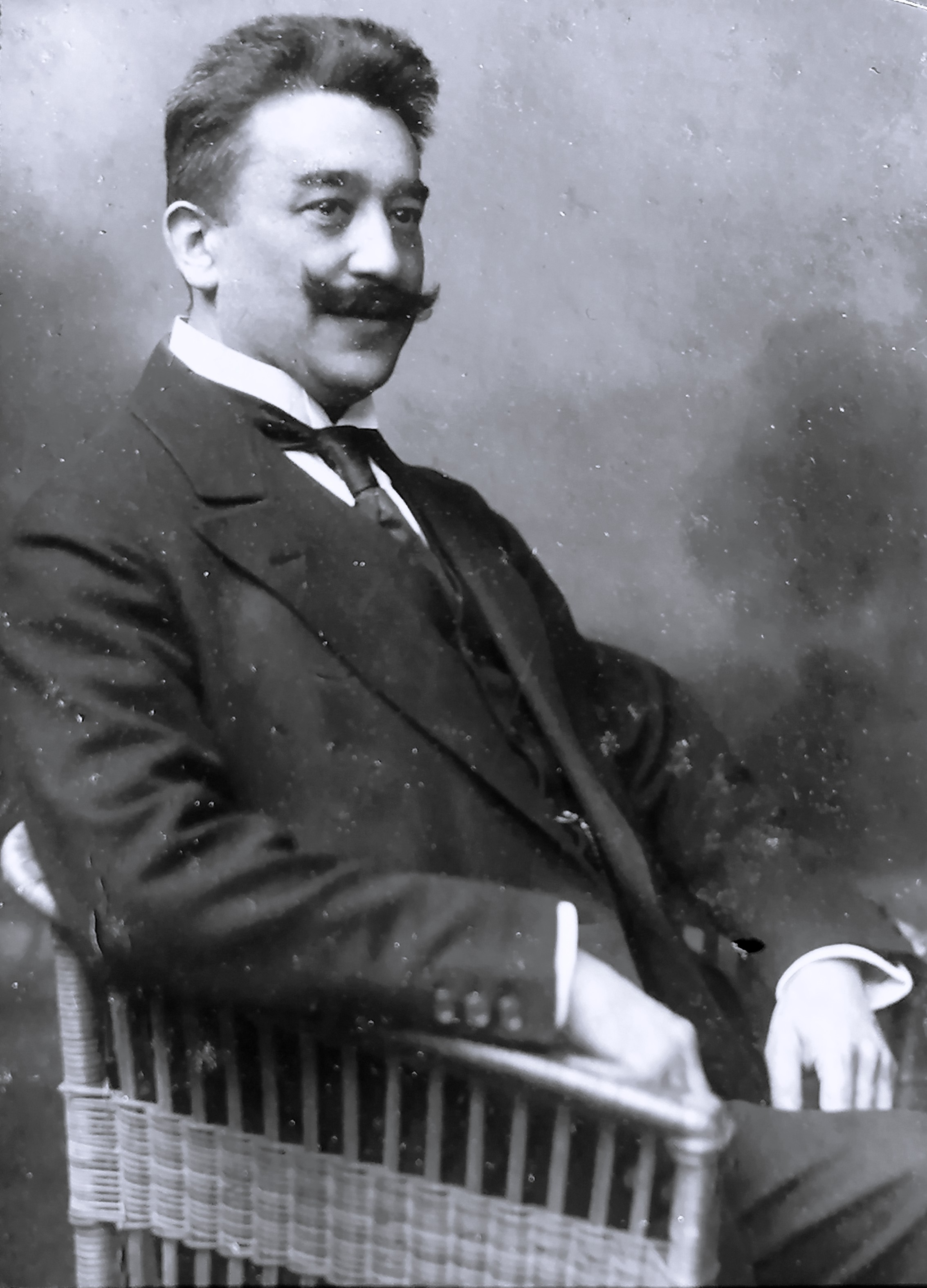
Senator Mehrlein

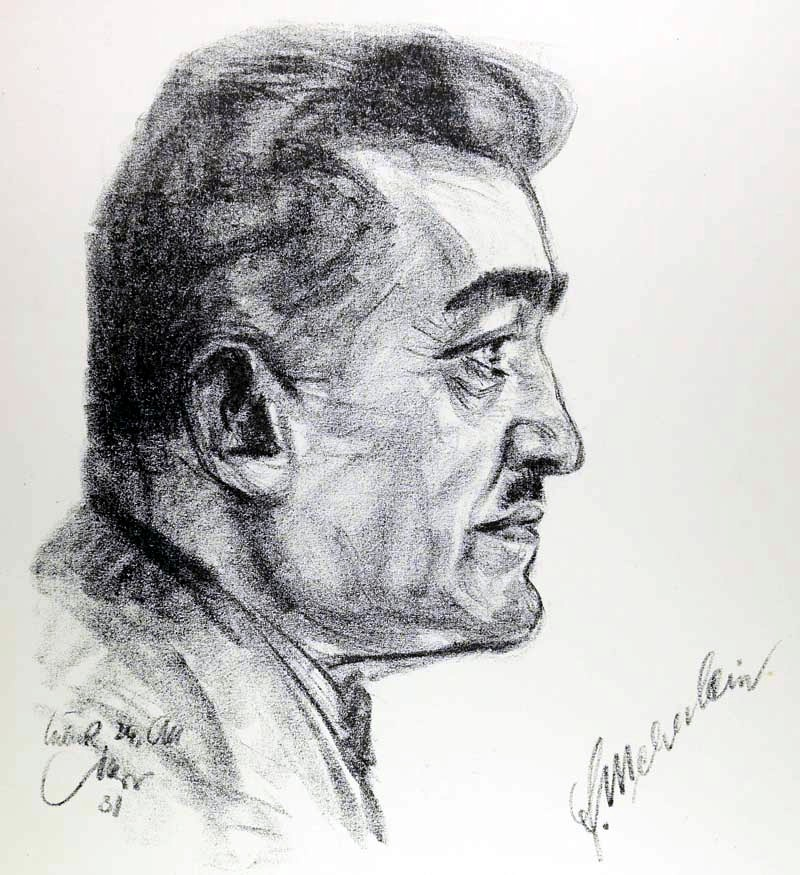
Emil Stumpp: 1931 im Calmette-Prozess

Fritz Hugo Otto Mehrlein (* 16. November 1874 in Breslau; † 13. Februar 1945 in Hamburg) war Senator der Hansestadt Lübeck.

## Leben
Fritz wurde als Sohn eines Zollsekretärs geboren, besuchte das dortige Realgymnasium und war später in Hamburg, Schlesien und Österreich als Handlungslehrling bzw. Handlungsgehilfe tätig.
Nach seiner Militärzeit von 1893 bis 1895 trat Mehrlein in den Hamburgischen Staatsdienst. In der dortigen Kaiverwaltung blieb er bis Juni 1903. Den Verband der Hamburgischen Staatsangestellten leitete er nebenamtlich und war Redakteur von dessen Fachblatt. Aus politischen Gründen trat Mehrlein 1903 aus dem Staatsdienst aus. Er ging zurück nach Breslau und arbeitete als Redakteur bei der „Breslauer Volkswacht“. Bis 1908, wo er in jener Zeit auch Arbeitersekretär wurde, blieb er in Breslau.
An Stelle von Rudolf Wissell kam Mehrlein im Jahr 1908 als Arbeitersekretär nach Lübeck und blieb bis zu seiner Wahl in den Senat in dieser Stellung tätig. Er ist Mitglied zahlreicher Kommissionen wie dem Ausschuss für Kriegsverletzte, Kriegshülfe, Mieteinigungsamt usw.
Mehrlein war ein Fachmann für die Bereiche Sozialpolitik und Verwaltung.
Während der Novemberrevolution 1918 gehörte er dem Arbeiterrat der Stadt an.
Unter dem Vorsitz des stellvertretenden Wortführers Eschenburg wählte die Bürgerschaft nach dem republikanischen Umschwung auf Grund der neuen Verfassung am 31. März 1919 fünf neue Senatoren. Eine zum Zwecke der Überreichung von Vorschlägen gebildete 16-gliedrige Kommission hatte sich darüber geeinigt Paul Hoff (soz.) für den ausscheidenden Johann Hermann Eschenburg, Albert Henze (soz.) für den bereits ausgeschiedenen Johann Georg Eschenburg, Carl Dimpker (dem.) für den bereits ausgeschiedenen Eduard Rabe, Paul Löwigt für den verstorbenen Possehl und Mehrlein (soz.) für den ausscheidenden Eduard Friedrich Ewers vorzuschlagen. In der darauffolgenden von der Bürgerschaft vorgenommenen Wahl wurden sie mit 74, 74, 75, 74 und 72 Stimmen zu Senatoren gewählt.
Hier wirkte er zunächst als Polizeiherr. Im Jahr 1928 war er Kommissar für Reichs- und auswärtige Angelegenheiten. Er war auch für das Lübecker Gesundheitsamt zuständig und insofern politisch am Lübecker Impfunglück beteiligt. Im Zuge der Gleichschaltung durch die Nationalsozialisten gab er am 6. März 1933 sein Amt zusammen mit den weiteren sozialdemokratischen Senatoren auf.